# Imetelstat
| Pharmakologische Daten | Pharmakologische Daten |
| ---------------------- | ---------------------- |
| Verabreichungsweg      | Intravenöse Infusion   |
| Plasmaeiweißbindung    | 94 %                   |
| Halbwertzeit           | 4,9 Stunden            |
| Metabolisierung        | Abbau durch Nukleasen  |

Imetelstat ist ein Arzneistoff aus der Gruppe der Antineoplastika. Unter dem Namen Rytelo (Hersteller: Geron) wurde er 2024 in den USA und 2025 in der EU zur Behandlung von Anämie (niedrige Anzahl roter Blutkörperchen) aufgrund von myelodysplastischen Syndromen (MDS), einer Krebserkrankung des blutbildenden Systems, zugelassen. Chemisch handelt es sich um ein synthetisches Oligonukleotid.

## Eigenschaften
Imetelstat ist ein synthetisches 13-mer-Oligonukleotid aus an der Ribose und an der Phosphodiesterbindung modifizierten Nukleotiden (Thiophosphoramidat-Backbone). Am 5'-Terminus trägt es über einen Aminoglycerol-Linker kovalent gebunden einen Palmitoylrest.
Pharmazeutisch wird der Wirkstoff in Form seines Natriumsalzes eingesetzt. Imetelstat-Natrium ist ein weißes bis off-weißes oder leicht gelbes amorphes Pulver. Imetelstat-Natrium ist hygroskopisch und gut löslich in wässrigen Lösungen.

## Wirkungsmechanismus
Imetelstat wirkt als Oligonukleotid-Telomerase-Inhibitor. Es bindet mit hoher Affinität an die Template-Region im Ribonukleinsäure-Teil (hTR) der humanen Telomerase und hemmt direkt kompetitiv die enzymatische Aktivität der Telomerase, die in malignen Stamm- und Vorläuferzellen von Patienten mit MDS erhöht ist. Die Behandlung mit Imetelstat führt zu einer Verkürzung der Telomerlänge, hemmt die Proliferation maligner Stamm- und Vorläuferzellen und induziert die Apoptose (Zelltod). Die konjugierte Palmitinsäure erleichtert den Eintritt in die Zellen.

## Klinische Angaben

### Anwendungsgebiete
Das zugelassene Anwendungsgebiet ist die Behandlung erwachsener Patienten mit transfusionsabhängiger Anämie infolge myelodysplastischer Syndrome mit niedrigem bis mittlerem Risiko ohne isolierte zytogenetische 5q-Anomalie (non del 5q), die auf eine Erythropoetin-basierte Therapie nicht zufriedenstellend ansprachen oder dafür nicht in Frage kommen.

### Nebenwirkungen
Sehr häufig beobachtete Nebenwirkungen waren Harnwegsinfektionen, Thrombozytopenie, Neutropenie, Leukopenie, Kopfschmerzen, erhöhte Leberwerte (ASAT, ALAT, AP) und Kraftlosigkeit (Asthenie).

## Entwicklung und Zulassung
Imetelstat wurde von dem kalifornischen Biotechnologieunternehmen Geron entwickelt. Im Jahr 2003 wurde die potenzielle Wirkung eines neuartigen Telomerase-Inhibitors, des Thiophosphoramidat-Oligonukleotids GRN-163, als Antikrebsmittel publiziert. Später konnte gezeigt werden, dass die Konjugation von GRN-163 mit einem Lipid die Telomerase-Hemmung im Vergleich zur unmodifizierten Version des Moleküls erhöht. Diese neue Verbindung GRN-163L (späterer Freiname Imetelstat) wurde zunächst zur Therapie des nicht-kleinzelligen Lungenkrebs und des Mammakarzinoms untersucht, wo sie allerdings wenig Wirkung zeigte. Besser geeignet schien sie in der Behandlung von zwei seltenen myleoproliferativen Erkrankungen zu sein, für die das Arzneimittel einen Orphan-Status erhielt.
Für die Behandlung der MDS-bedingten transfusionabhängigen Anämie wurde Imetelstat in den USA als Rytelo im Juni 2024 zugelassen, eine bedingte Zulassung in der EU folgte im März 2025. Der Wirkstoff ist der erste zur Marktreife gebrachte Vertreter der Telomerase-Hemmer. Die Zulassung basiert auf den Ergebnissen einer randomisierten, doppelblinden, placebokontrollierten multizentrischen Studie an 178 Patienten mit MDS (IMerge-Studie). Sie erhielten alle vier Wochen eine intravenöse Infusion von Imetelstat oder Placebo, bis die Erkrankung fortschritt oder eine inakzeptable Toxizität eintrat. Die Wirksamkeit wurde anhand jeweils desjenigen Anteils an Patienten ermittelt, die nach 8 Wochen und 24 Wochen von der Transfusion roter Blutkörperchen unabhängig wurden.

## Handelsnamen
Rytelo (USA, EU)

## Anmerkung
1. ↑  Externe Identifikatoren von bzw. Datenbank-Links zu Imetelstat-Natrium:  CAS-Nr.: 1007380-31-5, EG-Nr.: 812-080-1, ECHA-InfoCard: 100.242.922, PubChem: 72941968, ChemSpider: 34983286, Wikidata: Q135000238.